# Joanna Drabik
Joanna Drabik (Włoszczowa, 1993. október 28. –) lengyel válogatott kézilabdázó, az MKS Lublin játékosa.

## Pályafutása

### Klubcsapatokban
Joanna Drabik a KSS Kielce csapatában kezdte pályafutását, 2010–től 2013-ig volt a csapat játékosa. Pályára lépett a Challenge Cupban, ahol két szezon alatt 31 gólt szerzett. 2013 nyarán az MKS Lublinhoz szerződött. A következő három szezonba bajnoki címet nyert a csapattal, a 2013-2014-es és a 2014-2015-ös szezonban a Bajnokok Ligájában 33 gólt szerzett a csapat színeiben. 
2018-ban lett a Siófok KC játékosa. 2019 februárjában vállműtéten esett át.

### A válogatottban
2010-ben részt vett az u18-as Európa-bajnokságon, ahol negyedik helyen végzett a lengyel csapattal. A 2011-es U19-es Európa-bajnokságon kilenc alkalommal volt eredményes. A következő évben pályára lépett az U20-as világbajnokságon is.
2014 márciusában mutatkozott be a lengyel nagyválogatottban. Az az évi Európa-bajnokságon kilenc gólt szerzett a lengyel csapatban. 2015-ben tagja volt a világbajnoki negyedik csapatnak. 
2015-ben a World Handball szaklap a legjobb utánpótláskorú beállósnak választotta.

## Sikerei, díjai
- Lengyel bajnok: 2014, 2015, 2016
- Kárpátia-kupa-győztes: 2017
- EHF-kupa-győztes: 2018–19